# Steve Schets

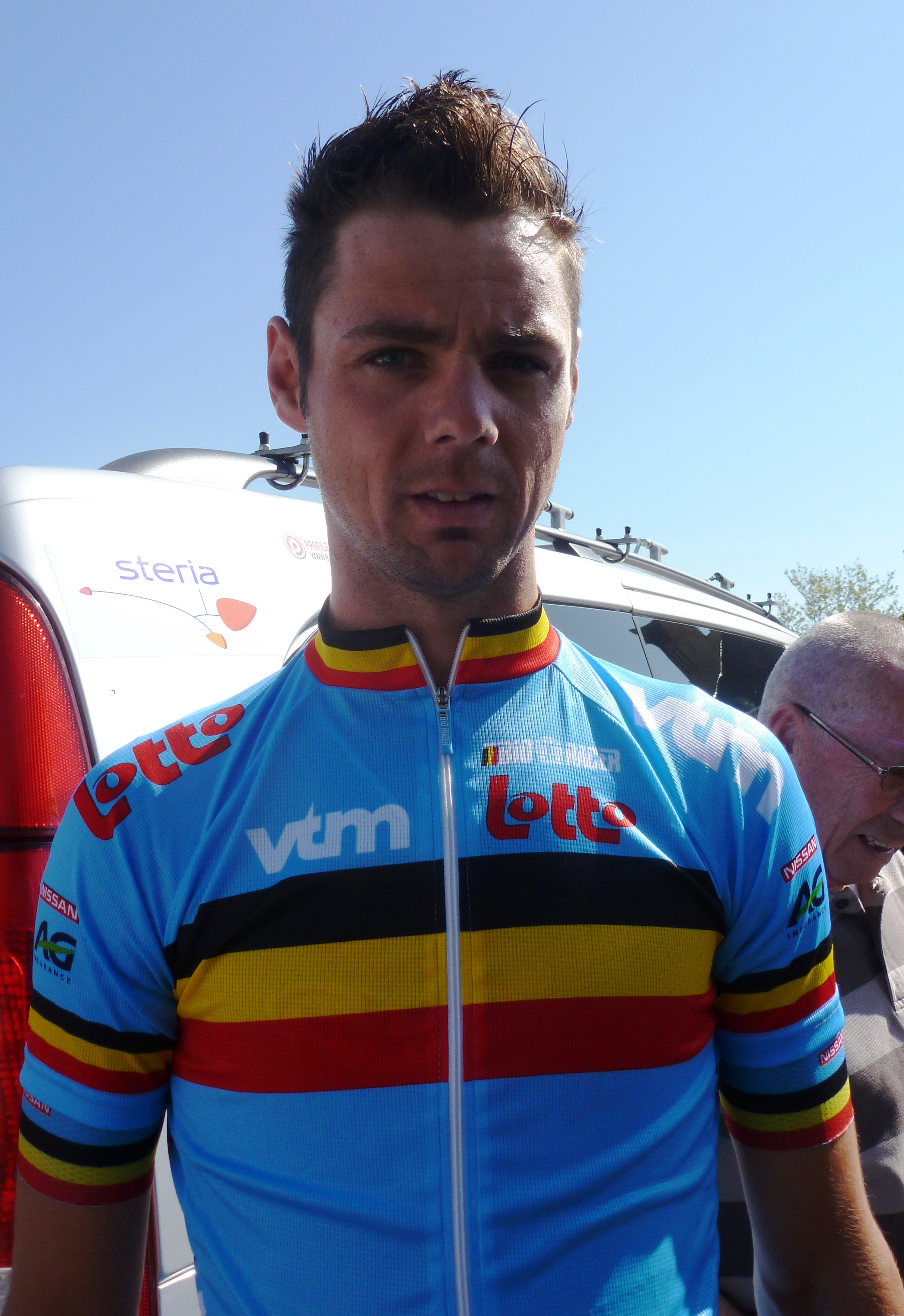
Steve Schets (2012)

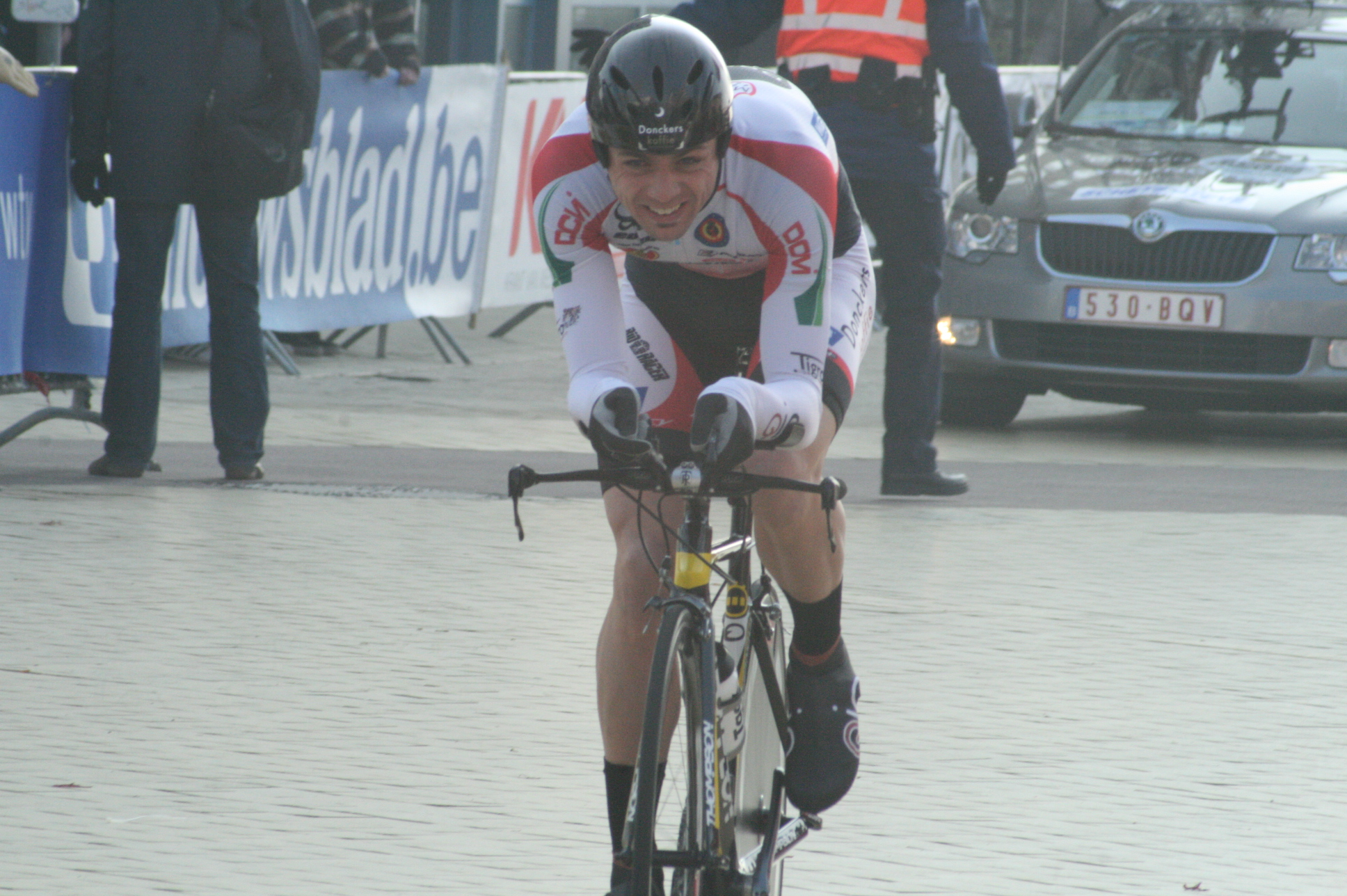
Schets bei den Driedaagse van West-Vlaanderen 2011

Steve Schets (* 20. April 1984 in Ninove) ist ein belgischer Radrennfahrer.
Steve Schets begann seine Karriere 2004 bei dem belgischen Radsport-Team Jong Vlaanderen 2016. Beim Bahnrad-Weltcup 2006/2007 in Los Angeles belegte er mit seinem Teamkollegen Kenny De Ketele den zweiten Platz im Madison. Zum 1. Mai 2007 wechselte Schets zu dem belgischen Professional Continental Team Chocolade Jacques-Topsport Vlaanderen. Auf der Bahn wurde er schon nationaler Meister im Punktefahren, im Madison, im Scratch und in der Mannschaftsverfolgung. 2006 wurde er auch Europameister im Madison.
Ende der Saison 2013 beendet er seine Karriere als Berufsradfahrer.

## Erfolge
2011
- Handzame Classic

## Teams
- 2004 Jong Vlaanderen 2016
- 2005 Bodysol-Win for Life-Jong Vlaanderen
- 2006 Bodysol-Win for Life-Jong Vlaanderen
- 2007 Davitamon-Win for Life-Jong Vlaanderen (bis 30. April)
- 2007 Chocolade Jacques-Topsport Vlaanderen (ab 1. Mai)
- 2008 Topsport Vlaanderen
- 2009 Jong Vlaanderen-Bauknecht
- 2010 Jong Vlaanderen-Bauknecht
- 2011 Donckers Koffie-Jelly Belly
- 2012 Jong Vlaanderen Cycling Team / Bofrost-Steria
- 2013 Doltcini-Flanders (bis 31.05.)